# Delta Muscae
Delta Muscae (δ Mus / HD 112985 / HR 4923) es la tercera estrella más brillante de la constelación de Musca, después de α Muscae y β Muscae, con magnitud aparente +3,61. A 91 años luz de distancia del sistema solar, Delta Muscae no está relacionada con otras estrellas de la constelación como α Muscae, β Muscae y γ Muscae, que forman parte de la asociación estelar Centaurus-Crux y se hallan a unos 300 años luz de distancia.
Delta Muscae es una gigante naranja de tipo espectral K2III con una temperatura superficial de 4230 K. Es una de las muchas estrellas de este tipo visibles a simple vista, entre las que se cuentan Arturo (α Bootis) y Pólux (β Geminorum). Con una luminosidad 56 veces mayor que la del Sol y un radio 14 veces más grande que el radio solar, es una estrella de características similares a las de Pólux, pero está unas tres veces más alejada.
Delta Muscae es una estrella binaria espectroscópica, esto es, su duplicidad se ha detectado en base al desplazamiento Doppler de sus líneas espectrales. El período orbital de la estrella acompañante es de 847 días.